# Senovo, Bulgaria
Senovo (în bulgară Сеново) este un oraș în partea de nord-est a Bulgariei. Aparține de  Obștina Vetovo, Regiunea Ruse.

## Demografie
Componența etnică a orașului Senovo
     Turci (12,39%)
     Bulgari (57,07%)
     Romi (27,59%)
     Nicio identificare (2,59%)
     Altele (0,35%)
La recensământul din 2011, populația orașului Senovo era de 1.428 locuitori. Din punct de vedere etnic, majoritatea locuitorilor (57,07%) erau bulgari, existând și minorități de romi (27,59%) și turci (12,39%). Pentru 2,59% din locuitori nu este cunoscută apartenența etnică.